# Plebeina armata
Plebeina é um gênero de abelha sem ferrão que existe somente na África. Existem por volta de 500 espécies de abelhas sem ferrão no mundo catalogadas em diversos gêneros diferentes. Muitas espécies ainda não foram descobertas e outras estão passando por revisões para reenquadrá-las como novas espécies ou pertencentes a outros gêneros.
Existe até o momento apenas 1 espécie de Plebeina catalogada, sendo ela:
| Gênero   | Espécie         | Nome popular (se tiver) |
| Plebeina | Plebeina armata | Plebeina armata         |